# Tengella albolineata
Tengella albolineata är en spindelart som först beskrevs av F. O. Pickard-Cambridge 1902.  Tengella albolineata ingår i släktet Tengella och familjen Tengellidae. Inga underarter finns listade i Catalogue of Life.